# Équipe des Pays-Bas féminine de football
Cet article traite de l'équipe féminine. Pour l'équipe masculine, voir Équipe des Pays-Bas de football.
Maillots
L'équipe des Pays-Bas féminine de football représente les Pays-Bas dans le football féminin mondial sous l'égide de la Fédération royale néerlandaise de football (néerlandais : Koninklijke Nederlandse VoetbalBond). L'équipe joue son premier match international le 17 avril 1971 contre la France.

## Histoire
Lors des qualifications pour la Coupe du monde féminine de football 2007, les Pays-Bas jouent dans le groupe E contre la France, l'Angleterre, l'Autriche et la Hongrie mais ne s'est pas qualifié.
Lors de la Coupe du monde 2015 au Canada, l'équipe se qualifie pour les huitièmes de finale, en finissant à la 3e place du groupe A. Elle s'arrêtent là en perdant contre le Japon.
Elle est la nation hôte de l'Euro 2017 et remporte le tournoi, pour sa 3e participation à un championnat d'Europe, après sa victoire acquise en finale (4-2) face à l'équipe du Danemark, au terme d'une finale inédite (les deux équipes étaient novices à ce stade de la compétition) et à rebondissements. Les Néerlandaises ont par ailleurs remporté chacun de leurs matchs et ont fait forte impression tout au long de la compétition, en battant notamment des nations favorites telles que la Norvège (1-0 au 1er tour), la Suède (2-0 en quarts de finale) ou encore l'Angleterre (3-0 en demi-finale) et en terminant avec la meilleure attaque du tournoi (13 buts inscrits).
À l'occasion de la coupe du monde 2019, organisée en France, les Néerlandaises se hissent jusqu'en finale mais s'inclinent contre les Américaines sur le score de 2-0.
Qualifiées pour les Jeux olympiques d'été de 2020 grâce à leur position lors de la coupe du monde 2019 où elles ont terminé parmi les 3 meilleures équipes européennes, les Pays-Bas passent le 1er tour pour leur première participation, en terminant en tête de leur poule grâce à 2 larges victoires (10-3 contre la Zambie et 8-2 contre la Chine) et un match nul (3-3 contre le Brésil), en affichant un jeu offensif séduisant mais une certaine friabilité défensive (8 buts encaissés en phases de poules). Toutefois leur parcours s'arrête en quarts de finale face aux États-Unis, un adversaire qui avait déjà endossé le rôle de bourreau des Oranje en finale du Mondial français deux ans plus tôt, en s'inclinant aux tirs au but (2-2, 2 t.a.b. à 4). Les Néerlandaises pourront nourrir des regrets, Lieke Martens ayant manqué un penalty décisif à la 81e minute de jeu alors que le score était de 2-2.
L'entraîneure Sarina Wiegman a quitté l'équipe après les Jeux olympiques et a été remplacé par l'Anglais Mark Parsons. Les Pays-Bas ont rallié l'Euro 2022 en Angleterre avec un record parfait de dix victoires en qualification. En Angleterre, les Pays-Bas ont passé la phase de groupe grâce à deux victoires sur la Suisse et le Portugal. Un match nul contre la Suède signifiait cependant que l'équipe devait affronter la France en quart de finale. Bien qu'elles ne s'inclinent qu'en prolongation, elles sont largement surclassées et il est décidé de se séparer de Parsons.
Andries Jonker a pris les rênes de l'équipe et a été immédiatement confronté à un match à gagner contre l'Islande si les Pays-Bas voulaient éviter les barrages pour la Coupe du monde 2023. Au cours d'un match tendu, Esmee Brugts a marqué le but tant attendu dans les arrêts de jeu et les Pays-Bas se sont qualifiés pour leur troisième Coupe du monde.
Lors de la Coupe du monde 2023, les Pays-Bas étaient dans le groupe E avec les États-Unis, le Portugal et le Vietnam. Elles ont commencé par une victoire 1-0 sur le Portugal, suivie d'un match nul 1-1 avec les États-Unis et ont terminé par une victoire 7-0 sur le Vietnam pour terminer en tête du groupe.
En avril 2025, la KNVB a annoncé qu'Arjan Veurink succéderait à Jonker à la tête de l'équipe après l'UEFA Women's Euro 2025,.

## Classement FIFA
| Année              | 2003 | 2004 | 2005 | 2006 | 2007 | 2008 | 2009 | 2010 | 2011 | 2012 | 2013 | 2014 | 2015 | 2016 | 2017 | 2018 | 2019 | 2020 | 2021 | 2022 | 2023 | 2024 |
| ------------------ | ---- | ---- | ---- | ---- | ---- | ---- | ---- | ---- | ---- | ---- | ---- | ---- | ---- | ---- | ---- | ---- | ---- | ---- | ---- | ---- | ---- | ---- |
| Classement mondial | 15   | 17   | 17   | 18   | 18   | 17   | 17   | 15   | 14   | 14   | 14   | 11   | 12   | 12   | 7    | 7    | 3    | 4    | 3    | 8    | 7    | 10   |
| Classement UEFA    | 9    | 10   | 10   | 11   | 11   | 10   | 10   | 8    | 8    | 8    | 8    | 5    | 6    | 6    | 4    | 4    | 2    | 3    | 2    | 6    | 6    | 5    |

## Palmarès

### Parcours enCoupe du monde

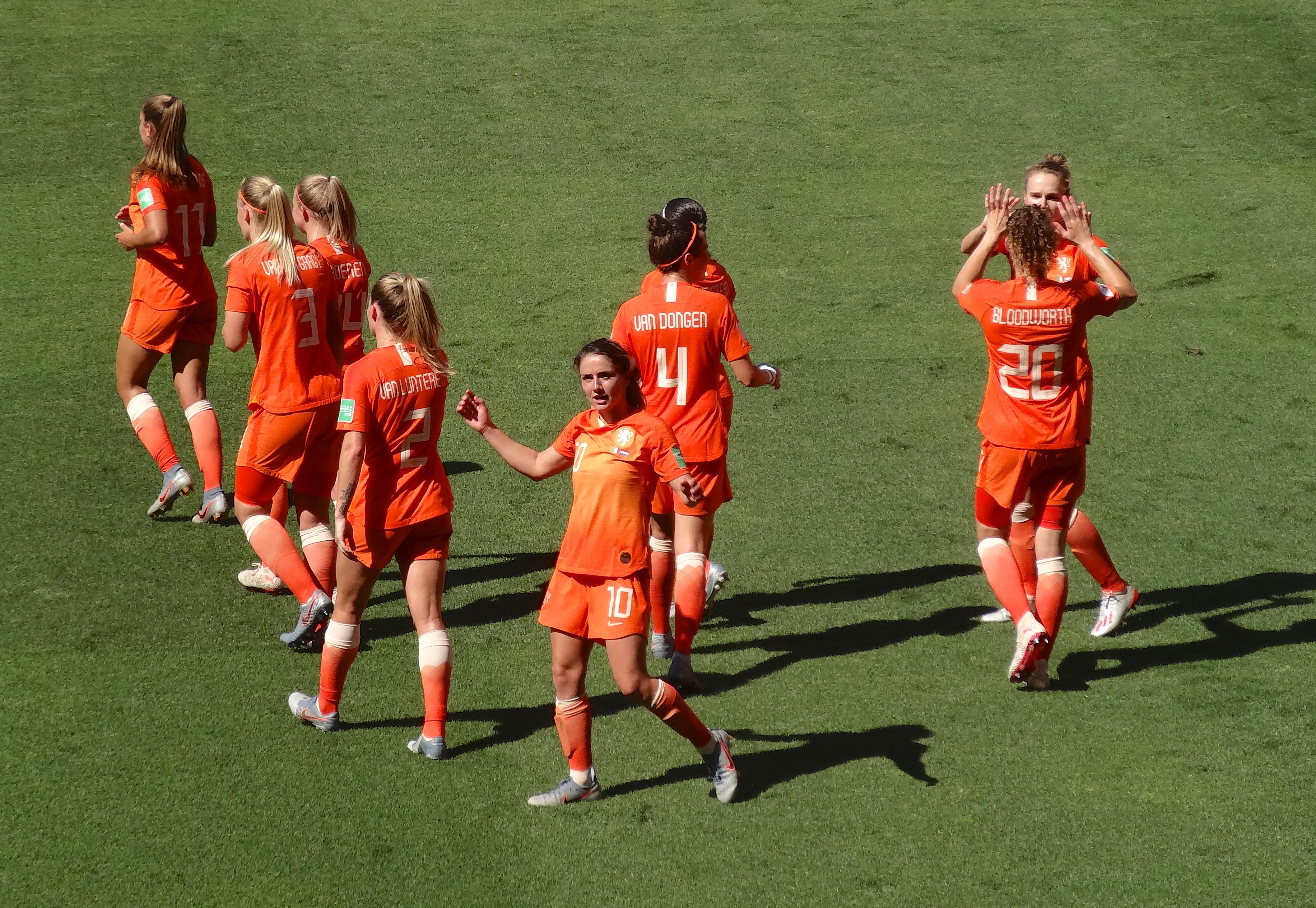
Les Néerlandaises durant le Mondial 2019

| Édition | Performance         | J  | V  | N | D | Bp | Bc |
| ------- | ------------------- | -- | -- | - | - | -- | -- |
| 1991    | Non qualifiés       | -  | -  | - | - | -  | -  |
| 1995    | Non qualifiés       | -  | -  | - | - | -  | -  |
| 1999    | Non qualifiés       | -  | -  | - | - | -  | -  |
| 2003    | Non qualifiés       | -  | -  | - | - | -  | -  |
| 2007    | Non qualifiés       | -  | -  | - | - | -  | -  |
| 2011    | Non qualifiés       | -  | -  | - | - | -  | -  |
| 2015    | Huitièmes de finale | 4  | 1  | 1 | 2 | 3  | 4  |
| 2019    | Finaliste           | 7  | 6  | 0 | 1 | 11 | 5  |
| 2023    | Quart de finaliste  | 5  | 3  | 1 | 1 | 12 | 3  |
| 2027    | À venir             | -  | -  | - | - | -  | -  |
| 2031    | À venir             | -  | -  | - | - | -  | -  |
| 2035    | À venir             | -  | -  | - | - | -  | -  |
| Total   | 3/9                 | 16 | 10 | 2 | 4 | 26 | 12 |

### Parcours auxJeux Olympiques
- 1996 : Non qualifiés
- 2000 : Non qualifiés
- 2004 : Non qualifiés
- 2008 : Non qualifiés
- 2012 : Non qualifiés
- 2016 : Non qualifiés
- 2020 : Quart de finaliste
- 2024 : Non qualifiés
- 2028 : À venir
- 2032 : À venir

### Parcours enChampionnat d'Europe
| Performances des Pays-Bas à l'Euro. \| Édition \| Performance \| J \| V \| N \| D \| BP \| BC \| \| ------- \| --------------- \| -- \| -- \| - \| - \| -- \| -- \| \| 1984 \| Non qualifiés \| - \| - \| - \| - \| - \| - \| \| 1987 \| Non qualifiés \| - \| - \| - \| - \| - \| - \| \| 1989 \| Non qualifiés \| - \| - \| - \| - \| - \| - \| \| 1991 \| Non qualifiés \| - \| - \| - \| - \| - \| - \| \| 1993 \| Non qualifiés \| - \| - \| - \| - \| - \| - \| \| 1995 \| Non qualifiés \| - \| - \| - \| - \| - \| - \| \| 1997 \| Non qualifiés \| - \| - \| - \| - \| - \| - \| \| 2001 \| Non qualifiés \| - \| - \| - \| - \| - \| - \| \| 2005 \| Non qualifiés \| - \| - \| - \| - \| - \| - \| \| 2009 \| Demi-finale \| 5 \| 2 \| 1 \| 2 \| 6 \| 5 \| \| 2013 \| 1er tour \| 3 \| 0 \| 1 \| 2 \| 0 \| 2 \| \| 2017 \| Vainqueur \| 6 \| 6 \| 0 \| 0 \| 13 \| 3 \| \| 2022 \| Quart de finale \| 4 \| 2 \| 1 \| 1 \| 8 \| 5 \| \| 2025 \| 1er tour \| 3 \| 1 \| 0 \| 2 \| 5 \| 9 \| \| 2029 \| À venir \| - \| - \| - \| - \| - \| - \| \| Total \| 5/14 \| 21 \| 11 \| 3 \| 7 \| 32 \| 24 \| |                 |    |    |   |   |    |    |
| Édition | Performance     | J  | V  | N | D | BP | BC |
| 1984 | Non qualifiés   | -  | -  | - | - | -  | -  |
| 1987 | Non qualifiés   | -  | -  | - | - | -  | -  |
| 1989 | Non qualifiés   | -  | -  | - | - | -  | -  |
| 1991 | Non qualifiés   | -  | -  | - | - | -  | -  |
| 1993 | Non qualifiés   | -  | -  | - | - | -  | -  |
| 1995 | Non qualifiés   | -  | -  | - | - | -  | -  |
| 1997 | Non qualifiés   | -  | -  | - | - | -  | -  |
| 2001 | Non qualifiés   | -  | -  | - | - | -  | -  |
| 2005 | Non qualifiés   | -  | -  | - | - | -  | -  |
| 2009 | Demi-finale     | 5  | 2  | 1 | 2 | 6  | 5  |
| 2013 | 1er tour        | 3  | 0  | 1 | 2 | 0  | 2  |
| 2017 | Vainqueur       | 6  | 6  | 0 | 0 | 13 | 3  |
| 2022 | Quart de finale | 4  | 2  | 1 | 1 | 8  | 5  |
| 2025 | 1er tour        | 3  | 1  | 0 | 2 | 5  | 9  |
| 2029 | À venir         | -  | -  | - | - | -  | -  |
| Total | 5/14            | 21 | 11 | 3 | 7 | 32 | 24 |

## Effectif actuel
Les 26 joueuses suivantes sont appelées pour disputer les matchs amicaux contre la Chine et les États-Unis les 29 novembre et 3 décembre 2024.